# 竹本幹夫
竹本 幹夫（たけもと みきお、1948年（昭和23年）12月29日- ）は、日本の能楽研究者。専攻は中世日本文学・能楽研究。早稲田大学名誉教授。日本学術会議会員。

## 人物・来歴
東京都台東区生まれ。早稲田中学校・高等学校を経て、1971年早稲田大学第一文学部日本文学専修卒業、1979年同大学院博士課程単位取得満期退学。同年、日本古典文学会賞および窪田空穂賞を受賞。1981年実践女子大学文学部専任講師、1983年同助教授、1987年早稲田大学文学部助教授、1992年同教授。1997年「観阿弥・世阿弥時代の能とその形式過程の研究」で早稲田大学博士（文学）。1999年観世寿夫記念法政大学能楽賞を受賞。2004年早稲田大学坪内博士記念演劇博物館館長。2019年、早稲田大学を定年退職、名誉教授。

## 著書
- 『観阿弥・世阿弥時代の能楽』明治書院、1999年

### 共編著
- 『岩波講座 能・狂言 2 能楽の伝書と芸論』表章共著 岩波書店、1988年
- 『別冊国文学 能・狂言必携』橋本朝生共編 学燈社、1995年

### 校注
- 『幸正能口伝書』校訂 わんや書店、1984年 能楽資料集成 / 野上記念法政大学能楽研究所編
- 『日本の文学 能 能楽論 狂言』橋本朝生共校注・訳 ほるぷ出版、1987年
- 『能楽資料集』編　早稲田大学出版部 1988年-1994年 早稲田大学蔵資料影印叢書 国書篇
- 世阿弥『風姿花伝・三道 現代語訳付き』訳注 角川ソフィア文庫、2009年

### 「対訳でたのしむ」檜書店
- 『高砂』2000年
- 『安宅』2000年
- 『安達原・黒塚』2000年
- 『鉄輪』2000年
- 『清経』2000年
- 『杜若』2001年
- 『鞍馬天狗』2001年
- 『土蜘蛛』2001年
- 『海士・海人』2001年
- 『通小町』2001年
- 『紅葉狩』2002年
- 『野宮』2002年
- 『俊寛』2002年
- 『小鍛冶』2005年
- 『巻絹』2005年
- 『屋島・八島』2005年
- 『花月』2010年
- 『桜川』2010年
- 『千手』2012年

## 参考
- [ISBN 978-4-04-405501-1]
- J-GLOBAL